# 12211 Arnoschmidt
12211 Arnoschmidt è un asteroide della fascia principale. Scoperto nel 1981, presenta un'orbita caratterizzata da un semiasse maggiore pari a 3,1182343 au e da un'eccentricità di 0,1581724, inclinata di 15,22500° rispetto all'eclittica.
L'asteroide è dedicato allo scrittore tedesco Arno Schmidt.